# Kortsnaveltiran
De kortsnaveltiran (Myiozetetes luteiventris) is een zangvogel uit de familie Tyrannidae (tirannen).

## Verspreiding en leefgebied
Deze soort komt voor in het Amazonegebied en telt twee ondersoorten:
- M. l. luteiventris: van ZO-Colombia en O-Ecuador tot ZO-Venezuela, zuidelijk via amazonisch Brazilië, O-Peru en N-Bolivia.
- M. l. septentrionalis: Suriname, Frans-Guyana en NO-Brazilië.

## Status
De grootte van de populatie is niet gekwantificeerd maar de soort wordt omschreven als schaars. Op de Rode lijst van de IUCN heeft deze soort de status niet bedreigd.